# Myotonic Goat

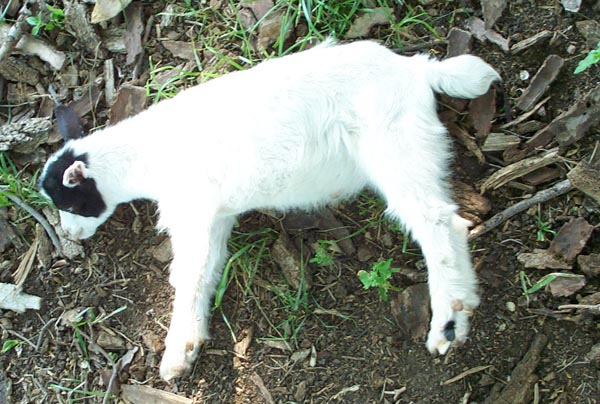
Eine junge Fainting Goat während einer Schreckstarre

Die Myotonic Goat oder Fainting Goat ist eine Hausziegenrasse aus den Vereinigten Staaten. Aufgrund der Erbkrankheit Myotonie verfällt sie bei Gefahr in Schreckstarre.

## Charakteristika
Myotonic oder Fainting Goats sind im Vergleich zu anderen Ziegenrassen etwas kleiner. Sie erreichen eine Körperhöhe von 43 bis 64 Zentimeter und ein Gewicht zwischen 27 und 79 Kilogramm, bei ausgewachsenen Böcken noch etwas mehr. Die Fainting Goat hat große und vorstehende Augen, eine erhöhte Orbita und eine individuell unterschiedliche Felllänge. Die verbreitetsten Farben der Ziege sind schwarz und weiß, es kommen jedoch alle Fellfarben vor.
Neben den bekanntesten Bezeichnungen wie Myotonic und Fainting Goats werden die Tiere der Rasse als Tennessee Goats, Nervous Goats, Stiff-leg Goats, Wooden-leg Goats und Tennessee Scare Goats bezeichnet. Ihr Wesen wird als freundlich, intelligent, leicht zu halten und unterhaltsam beschrieben. Fainting Goats mit geringer Körpergröße können auch als Haustiere aufgezogen werden.
Die Ziegenrasse ist nach der Muskelerbkrankheit Myotonia congenita Thomsen benannt, bei der die Skelettmuskeln einer starken und unwillkürlichen Kontraktion unterzogen sind und sich anschließend nicht sofort entspannen können. Wenn ein Tier erschrickt, krampft es und fällt wie in einen ohnmachtsähnlichen (englisch to faint) Zustand zu Boden. Die Ziege streckt ihre Beine von sich und bleibt regungslos liegen. Dieser Zustand hält etwa zehn Sekunden an. Die Fainting Goat steht nach diesem Anfall, bei dem sie nicht das Bewusstsein verliert, wieder vollkommen normal auf.
Fainting Goats werden auch zur Fleischproduktion gezüchtet, was aber aufgrund ihrer geringen Größe relativ selten vorkommt.

## Herkunft
Die genaue Herkunft der Fainting Goat gilt als nicht gesichert. Sie tauchte zu Beginn des 19. Jahrhunderts in Marshall County, Tennessee auf. Die ersten Exemplare waren angeblich im Besitz eines Farmers namens Jon Tinsley, der die Tiere an einen Dr. H. H. Mayberry verkaufte, welcher die Rasse zu züchten begann.
Auch sollte die Fainting Goat in Schafherden zum Einsatz gekommen sein, um die Schafe vor natürlichen Feinden zu retten, indem die Ziege umfiel und „geopfert“ wurde, während die Herde fliehen konnte.

## Fainting-Goat-Festival
In Marshall County findet alljährlich im Oktober das Fainting-Goat-Festival statt. Das Festival ist auf die Hausziegenrasse fokussiert und wird mit Auftritten von Musikgruppen, einigen Shows und anderen Aktivitäten begleitet.